# Жовтий міст (Шилуте)
Жовтий міст (лит. Geltonasis tiltas) — автомобільний міст через річку Шиша в м. Шилуте, Литва. Є частиною дороги КК206, що з'єднує Шилуте і Русне. Міст включений до Реєстру культурних цінностей Литовської Республіки, охороняється державою (код 4837).

## Розташування
Міст розташований в створі вулиці Летувінінку (лит. Lietuvininkų g.), поєднуючи її з вулицею Руснес (лит. Rusnės g.). Поруч з мостом знаходиться музей Г'юго Шоя.

## Історія
Дерев'яний міст на цьому місці існував до 1772 року і був перебудований кілька разів, в 1783 і 1805 роках. Існуючий міст був побудований в 1914 році за проектом інженера Фабіанаса. У 1995 році Жовтий міст був внесений до Реєстру культурних цінностей Литви.

## Конструкція
Міст однопрогоновий металевий арочний. Пролітна будова складається з двох параболічних клепаних ферм (двошарнірна арка). Довжина прольоту становить 32,1 м, висота конструкції — 3,5 м. Дещо підвищена проїжджа частина мосту складається з поздовжніх і поперечних клепаних балок. Поверх балок встановлена залізобетонна плита. Основа вимурувана способом бутової кладки на бетонному розчині. Загальна довжина мосту складає 40 м, ширина — 9 м (в тому числі ширина проїжджої частини 5 м і два тротуару по 2 м).
Міст призначений для руху автомобільного транспорту та пішоходів. Проїжджа частина мосту включає в себе 2 смуги для руху автотранспорту. Покриття проїзної частини — кам'яна бруківка, тротуарів — кам'яні плити. Поручневе огородження металеве, з простим малюнком, завершується на підвалинах кам'яними тумбами.